# Papesputten
Papesputten is een Belgisch natuur- en recreatiegebied van 4 hectare in de West-Vlaamse gemeente Lichtervelde.
De putten ontstonden door de winning van zavel in vochtige weilanden. Deze werd door metselaars gebruikt. De zavel lag op een ondoorlaatbare kleilaag. Aldus ontstond een vijver welke in de jaren '60 van de 20e eeuw door de eigenaar, André Pape, in vieren werd gedeeld en omgevormd tot een natuurgebied.
De vijvers worden onder meer door hengelaars gebruikt. Ook is het gebied rijk aan watervogels.